# ديبورا جوي ليفين
ديبورا جوي ليفين (بالإنجليزية: Deborah Joy LeVine)‏ هي كاتبة سيناريو أمريكية، ولدت في 1952.

## وصلات خارجية
- ديبورا جوي ليفين على موقع IMDb (الإنجليزية)
- ديبورا جوي ليفين على موقع ألو سيني (الفرنسية)
- ديبورا جوي ليفين على موقع قاعدة بيانات الأفلام السويدية (السويدية)
- ديبورا جوي ليفين على موقع قاعدة بيانات الفيلم (الإنجليزية)
- ديبورا جوي ليفين على موقع كينوبويسك (الروسية)